# 迈塞什
迈塞什，是匈牙利包尔绍德-奥包乌伊-曾普伦州所辖的一个村。总面积11.40平方公里，总人口159，人口密度13.9人/平方公里（2011年1月1日）。